# Камнелаз
Камнелаз (лат. Pinarornis plumosus) — африканский вид воробьинообразных птиц из семейства дятловых (Turdidae), выделяемый в монотипический род Pinarornis. Этот вид распространён на востоке Замбии, западе Малави, в Зимбабве, на востоке Ботсваны и на западе и центральной части Мозамбика (Тете). Часто встречаются парами в засушливых саваннах, а также на лесистых склонах холмов. 
Длина тела — 23—27 см, масса около 48—72 граммов. Оперение птиц чёрное, за исключением белых участков на крыльях и хвосте. Самки похожи на самцов, но имеют более тусклое оперение.
Сезон размножения — с сентября по январь.